# Astor (Florida)
Astor ist ein census-designated place (CDP) im Lake County im US-Bundesstaat Florida mit 1759 Einwohnern (Stand: 2020).

## Geographie
Astor liegt am Westufer des St. John River und rund 45 km nördlich von Tavares sowie etwa 90 km nördlich von Orlando. Der Hauptteil Astors liegt im Lake County (Florida) westlich des St. Johns Rivers. Ein kleiner Teil des Ortes liegt im Volusia County östlich des Flusses. Die Aufteilung der Stadt auf zwei Countys (Lake und Volusia) führt zu der Merkwürdigkeit, das es zwei verschiedene Telefonvorwahlen gibt. Telefonate über den Fluss sind dadurch Ferngespräche, wohingegen man von Daytona nach Astor ein Ortsgespräch führt. Westlich an Astor grenzt der Ocala National Forest. Wenige Kilometer flussabwärts (nördlich) liegt der Lake George.
Astor wird von der Florida State Road 40 durchquert, die hier durch eine Klappbrücke über den Fluss geführt wird.

## Geschichte
Im späten 18. Jahrhundert wurde die Stadt von William Backhouse Astor sen. aus New York City, auf den Namen „Manhattan“ getauft. Später wurde sie im Gedenken an ihn in „Astor“ umbenannt.

## Demographische Daten
Laut der Volkszählung 2010 verteilten sich die damaligen 1556 Einwohner auf 1084 Haushalte. Die Bevölkerungsdichte lag bei 243,1 Einw./km². 88,0 % der Bevölkerung bezeichneten sich als Weiße, 0,1 % als Afroamerikaner und 1,8 % als Indianer. 8,2 % gaben die Angehörigkeit zu einer anderen Ethnie und 1,9 % zu mehreren Ethnien an. 15,7 % der Bevölkerung bestand aus Hispanics oder Latinos.
Im Jahr 2010 lebten in 21,7 % aller Haushalte Kinder unter 18 Jahren sowie 45,0 % aller Haushalte Personen mit mindestens 65 Jahren. 65,1 % der Haushalte waren Familienhaushalte (bestehend aus verheirateten Paaren mit oder ohne Nachkommen bzw. einem Elternteil mit Nachkomme). Die durchschnittliche Größe eines Haushalts lag bei 2,31 Personen und die durchschnittliche Familiengröße bei 2,78 Personen.
20,1 % der Bevölkerung waren jünger als 20 Jahre, 15,4 % waren 20 bis 39 Jahre alt, 28,0 % waren 40 bis 59 Jahre alt und 36,6 % waren mindestens 60 Jahre alt. Das mittlere Alter betrug 52 Jahre. 50,8 % der Bevölkerung waren männlich und 49,2 % weiblich.
Das durchschnittliche Jahreseinkommen lag bei 30.125 $, dabei lebten 22,7 % der Bevölkerung unter der Armutsgrenze.
Im Jahr 2000 war Englisch die Muttersprache von 92,41 % der Bevölkerung und spanisch sprachen 7,59 %.

## Sehenswürdigkeiten
Der Bowers Bluff Middens Archeological District und die Kimball Island Midden Archeological Site sind im National Register of Historic Places gelistet.

## Wirtschaft
Eine nennenswerte Industrie gibt es nicht. Die hauptsächlichen Beschäftigungszweige sind: Großhandel: (15,5 %), Handel / Einzelhandel: (19,8 %), Kunst, Unterhaltung, Nahrungsmittel, Restaurants: (10,1 %).
2003/2004 wurde ein Golfplatz angelegt, um den Tourismus zu fördern. Der Tourismus beschränkt sich zurzeit noch auf Angeln und Boot fahren (Boating and Fishing).

## Persönlichkeiten
- Albert Wass (1908–1998), ungarischer Schriftsteller und Dichter lebte hier jahrzehntelang bis zum Tode